# Muhammad Muntarí
Muhammad Muntarí (arabsky: محمد مونتاري) (* 20. prosince 1993) je katarský fotbalista narozený v Ghaně, který v současné době hraje na pozici útočníka za Al-Duhail a katarský národní tým.

## Klubová kariéra
Muntarí začal svou kariéru ve fotbalové akademii Golden Lions, kterou vlastní bývalý ghanský reprezentant Nii Lamptey. Do klubu El Jaish přestoupil v roce 2012.
V červenci 2015 podepsal pětiletou smlouvu s Lekhwiyou.

## Reprezentační kariéra
Muntarí se narodil a vyrůstal v Ghaně, ale brzy se přestěhoval do Kataru a stal se naturalizovaným občanem. V prosinci 2014 byl povolán do katarského národního týmu. Debutoval 27. prosince 2014 v přátelském utkání proti Estonsku, kde zároveň vstřelil svůj první gól.
Muntarí vstřelil vůbec první a jediný gól Kataru na mistrovství světa během Mistrovství světa ve fotbale 2022 proti Senegalu dne 25. listopadu 2022.

### Reprezentační góly
Skóre a výsledky Kataru jsou vždy zapsány jako první.
| Gól | Datum              | Místo                                         | Soupeř      | Skóre | Výsledek | Soutěž                                           |
| --- | ------------------ | --------------------------------------------- | ----------- | ----- | -------- | ------------------------------------------------ |
| 1.  | 27. prosince 2014  | Abdullah bin Khalifa Stadium, Dauhá, Katar    | Estonsko    | 1–0   | 3–0      | Přátelský zápas                                  |
| 2.  | 28. srpna 2015     | Jassim Bin Hamad Stadium, Dauhá, Katar        | Singapur    | 2–0   | 4–0      | Přátelský zápas                                  |
| 3.  | 3. září 2015       | Jassim Bin Hamad Stadium, Dauhá, Katar        | Bhútán      | 6–0   | 15–0     | Kvalifikace na Mistrovství světa ve fotbale 2018 |
| 4.  | 3. září 2015       | Jassim Bin Hamad Stadium, Dauhá, Katar        | Bhútán      | 7–0   | 15–0     | Kvalifikace na Mistrovství světa ve fotbale 2018 |
| 5.  | 3. září 2015       | Jassim Bin Hamad Stadium, Dauhá, Katar        | Bhútán      | 9–0   | 15–0     | Kvalifikace na Mistrovství světa ve fotbale 2018 |
| 6.  | 17. listopadu 2015 | Changlimithang Stadium, Thimbú, Bhútán        | Bhútán      | 1–0   | 3–0      | Kvalifikace na Mistrovství světa ve fotbale 2018 |
| 7.  | 14. listopadu 2017 | Abdullah bin Khalifa Stadium, Dauhá, Katar    | Island      | 1–1   | 1–1      | Přátelský zápas                                  |
| 8.  | 14. listopadu 2019 | Abdullah bin Khalifa Stadium, Dauhá, Katar    | Singapur    | 1–0   | 2–0      | Přátelský zápas                                  |
| 9.  | 24. března 2021    | Nagyerdei Stadion, Debrecín, Maďarsko         | Lucembursko | 1–0   | 1–0      | Přátelský zápas                                  |
| 10. | 31. března 2021    | Nagyerdei Stadion, Debrecín, Maďarsko         | Irsko       | 1–1   | 1–1      | Přátelský zápas                                  |
| 11. | 17. července 2021  | BBVA Stadium, Houston, USA                    | Grenada     | 3–0   | 4–0      | Zlatý pohár CONCACAF 2021                        |
| 12. | 15. prosince 2021  | Al Thumama Stadium, Dauhá, Katar              | Alžírsko    | 1–1   | 1–2      | Arabský pohár FIFA 2021                          |
| 13. | 13. října 2022     | Marbella Football Center, Marbella, Španělsko | Nikaragua   | 1–0   | 2–1      | Přátelský zápas                                  |
| 14. | 25. listopadu 2022 | Al Thumama Stadium, Dauhá, Katar              | Senegal     | 1–2   | 1–3      | Mistrovství světa ve fotbale 2022                |

## Úspěchy
Al-Duhail
- Qatar Stars League: 2016/17, 2019/20
- Emir of Qatar Cup: 2016, 2019, 2022
- Sheikh Jassem Cup: 2015, 2016

El Jaish
- Qatari Stars Cup: 2012/13
- Qatar Cup: 2014